# HN Services
 (octobre 2022).
HN Services est une entreprise de services du numérique française, créée en 1983.

## Historique
En 1983, Michel Hochberg et Lionel Niquet quittent Control Data pour fonder la SARL "Hochberg Niquet"[réf. souhaitée].
L'entreprise est initialement spécialisée dans la « e-transformation »[Quoi ?] du secteur bancaire, pour ensuite vendre ses services à une gamme plus large de clients[réf. souhaitée]. En plus de ses bureaux à Paris, HN Services s'implante, en 2018, à Aix-en-Provence, où elle emploie actuellement[Quand ?] 50 personnes, puis à Lille en 2019[réf. souhaitée]. L'entreprise a également une agence à Nantes et à Bordeaux[réf. souhaitée]. L'entreprise possède des filiales au Portugal, au Luxembourg, en Roumanie et en Espagne[réf. nécessaire]. En 2022, HN Services a réalisé un chiffre d'affaires de 125 millions d'euros[réf. souhaitée].
Elle compte plus de 1 950 employés[Quand ?][réf. souhaitée]. Ses clients sont principalement issus des secteurs de la banque, de l'assurance et de la mutuelle. 

## HN Institut
En 1989, l'entreprise lance un centre de formation. Son activité repose sur des formations rémunérées de 3 mois visant principalement des personnes  ayant des compétences en informatique ou issues de différents cursus scientifiques et cherchant à se réorienter. La formation vise à une embauche pour une société cliente du groupe. 